# Arthur Hervey

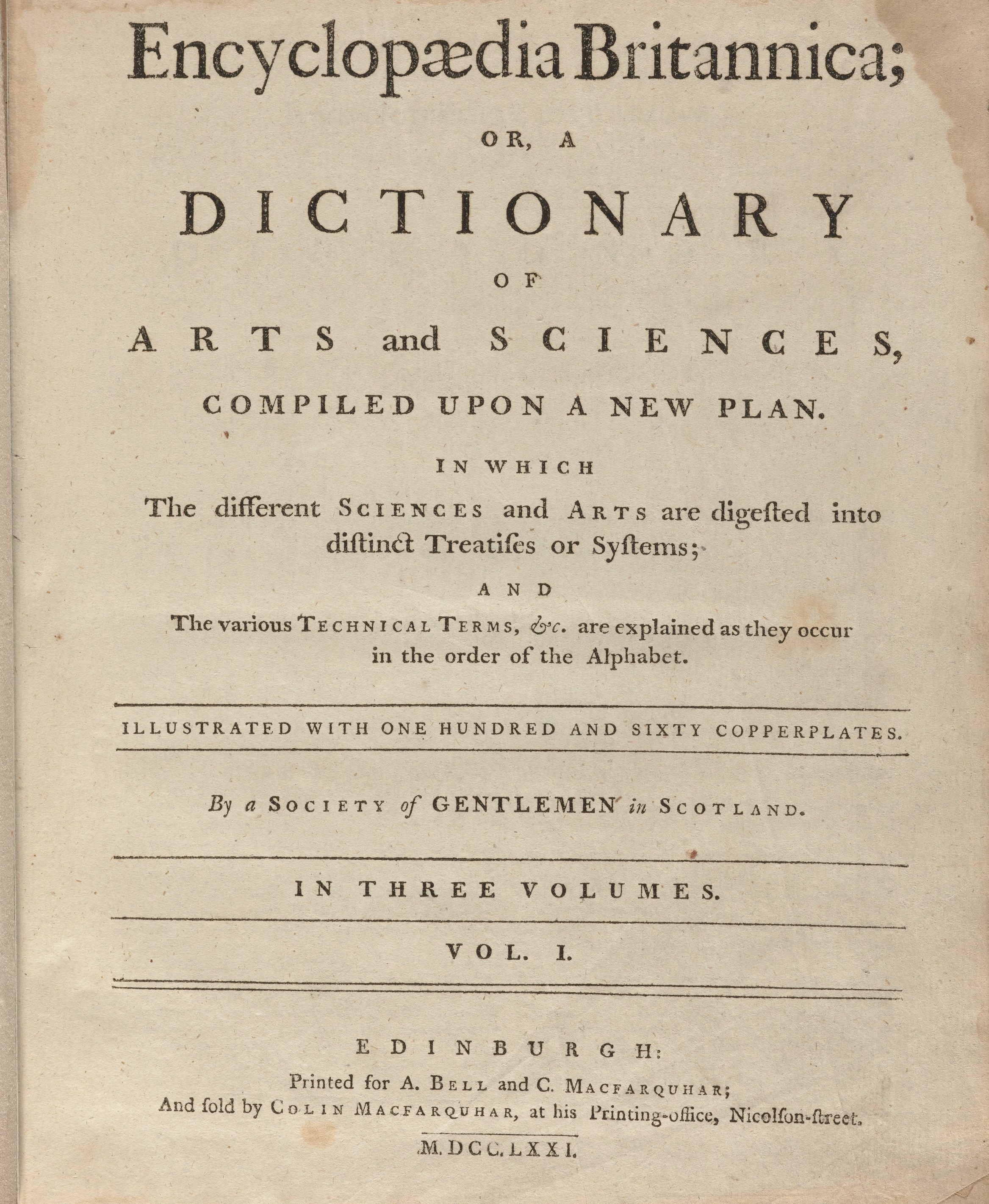
Cobertes de l'Encyclopaedia Britannica, en la que col·laborà Hervey

Arthur Hervey (París, 24 de gener de 1855 - Londres, 10 de maig de 1922) fou un diplomàtic, crític musical i compositor anglès.
Nascut accidentalment a França, de pares irlandesos. Al principi seguí la carrera diplomàtica, però després es dedicà exclusivament a la música, i de 1892 a 1908 fou crític musical del Morning Post. A més, va col·laborar amb altres publicacions i en l'Encyclopædia Britannica.
Com a compositor se i deuen les òperes The Fairy's Post-Box (Londres, 1885) i Illona (Londres, 1914), simfonies, escenes dramàtiques, poemes simfònics, obres per a piano i melodies vocals.
A més va publicar:
- Masters of French Music (Londres, 1894);
- French Music in the XIX th Century (1903);
- Alfred Bruneau (1907);
- Franz Liszt and His Music (1911);
- Meyerbeer (1913);
- Rubinstein (1913).